# Siddende volleyball under sommer-PL 2020
Siddende Volleyball under Sommer-PL 2020 skulle ha været spillet i Makuhari Messe i Tokyo fra den 24. august til 5. september 2020.
Sommer-OL og de Paralympiske Lege 2020 blev udskudt til 2021, på grund af Coronaviruspandemien. Begivenheden, der fortsat bærer 2020-navnet, blev afholdt fra 24. august til 5. september 2021.

## Medaljeoversigt
| Event   | Guld       | Sølv       | Bronze                    |
| ------- | ---------- | ---------- | ------------------------- |
| Mænd    | Iran (IRI) | RPC (RPC)  | Bosnien-Hercegovina (BIH) |
| Kvinder | USA (USA)  | Kina (CHN) | Brasilien (BRA)           |